# Musgraveský rituál
Musgraveský rituál je jedna z 56 krátkých detektivních povídek o Sherlocku Holmesovi, kterou napsal Sir Arthur Conan Doyle. Poprvé byla vydána v květnu roku 1893 v časopisu The Strand Magazine pod názvem The Adventure of the Musgrave Ritual. Je pátou z jedenácti povídek vydaných knižně v souboru Vzpomínky na Sherlocka Holmese (anglicky The Memoirs of Sherlock Holmes).
Sám Doyle příběh označil jako jednu ze svých 19 nejoblíbenějších holmesovských povídek (umístil ji na 11. místo), mezi čtenáři se v hlasování roku 1999 objevila na 6. místě.
Holmes vypráví Watsonovi o případu, který mu pomohl nalákat klienty a prorazit jako detektivní poradce. Souvisel s rituálem rodiny Musgraveů, zmizením dvou členů služebnictva a historickým nálezem.

## Děj
Dr. Watson popisuje některé rozmary Holmesova chování (např. vyzdobení pokoje monogramem „VR“ střelbou do zdi) a podivuje se nad jeho nepořádností. Když ho přesvědčí, aby trochu poklidil, vytáhne Holmes kufr s přeměty z případu Musgraveského rituálu a začne vyprávět o jejich histori.

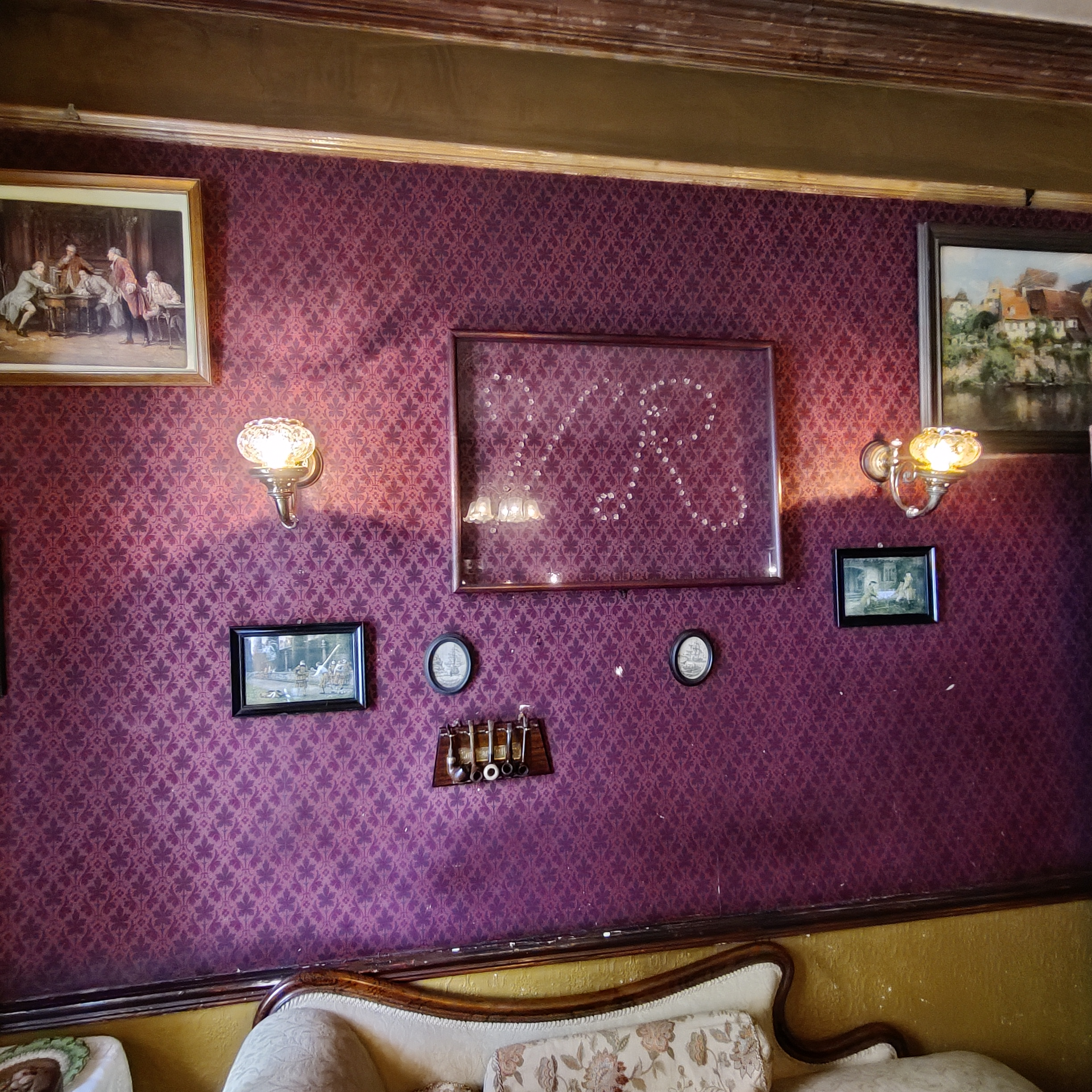
VR („Victoria Regina“) na zdi v muzeu Sherlocka Holmese, 221B Baker Street, Londýn.

Holmese oslovil spolužák z univerzity Reginald Musgrave. V jeho sídle Hurlstone došlo k záhadnému zmizení komorníka a služebné.
Komorník Brunton byl jednou v noci Musgravem přistižen, jak si v knihovně prohlíží nějaké rodinné listiny. Musgrave mu za to nařídil, ať do týdne odejde, ale třetí den Brunton záhadně zmizel. Pár dní na to zmizela i služebná Rachel Howellsová, která se od komorníkova zmizení chovala hystericky. Brunton jí kdysi slíbil, že se s ní ožení, ale pak ji opustil. Stopy Howellsové vedly k jezeru, v něm byl však nalezen jen pytel haraburdí. 
Na listině, kterou si Brunton četl, byl text k Musgraveskému rituálu, který se v rodině předával už po staletí a Musgraveovi přišel úsměvný. Holmes se však domníval, že označuje nějaké místo. Dovedl je až do sklepení. Po odsunutí težké desky objevili komoru s otevřenou truhlou a tělem komorníka Bruntona. V truhle bylo jen několik mincí z dob Karla I.
Holmes si myslí, že Brunton věděl o cennosti obsahu truhly, požádal proto Howellsovou, aby mu s odsunutím těžké desky pomohla, desku si podpírali poleny. Po vyndání obsahu truhly došlo buď omylem, nebo úmyslně k vyklouznutí polene a Burton zůstal uvězněn. Obsah truhly pak hodila Howellsová do jezera, aby se zbavila stop. 
V pytli vyloveném z jezera se ukázala být poničená stará koruna anglických králů. Jeden z předků, Sir Ralph Musgrave, býval pravou rukou Karla II., klenoty zřejmě schoval s úmyslem se pro ně později vrátit, ale zemřel a zanechal po sobě pouze text, který se předával jako rituál. Rachel Howellsová zřejmě utekla za hranice. Koruna byla po právních tahanicích vystavena v Hurlstonu.